# 酸化剤

酸化剤のハザードシンボル

酸化剤（さんかざい、Oxidizing agent、oxidant、oxidizer、oxidiser）は、他の化学物質から電子を奪い取る化学物質である。この際、酸化剤自身は還元されて、構成元素の酸化数は減少する。還元剤の対義語。
主な酸化剤は酸素（英: oxygen）であり、一般的な酸化剤は酸素原子を含む。
酸化反応に伴い熱やエネルギーが発生し、燃焼や爆発は、急激な酸化現象である。酸化剤は燃料や爆薬が燃焼する際に加えられて、酸素を供給する役割を果たす。
一般に用いられる酸化剤としては空気、酸素、オゾン、硝酸、ハロゲン (フッ素、塩素、臭素、ヨウ素、アスタチン) などがある。

## 定義
酸化剤は、酸素原子を放出する化合物または、酸化還元反応に於いて電子を得る物質と定義されている。
端的にいうと、
- 酸化剤は還元される。
- 還元剤は酸化される。
- 分子中のすべての原子にはそれぞれ酸化数を付与することができる。この数は酸化剤が作用したときに変動する。
- 反応物の酸化状態の変化によって酸化還元反応が生じる。

酸化は文字通り物質が酸化物になることをも意味する。この過程は金属（鉄の酸化鉄への変化）、非金属元素（硫黄の硫黄酸化物への変化）および有機物（炭素と水素の二酸化炭素と水への変化）に当てはまる。

## 酸化剤の例
酸化鉄(III)の生成
4Fe + 3O2 → 2Fe2O3
この化学反応では鉄の酸化数が0から3+に増加している。逆に酸素の酸化数は0から2-に減少している。この反応は2つの半反応式で表すことができる。
1. 酸化の半反応式；Fe0 → Fe3+ + 3e−
2. 還元の半反応式；O2 + 4e−  → 2 O2−

鉄は酸化数が増加しているため還元剤であり、酸素は酸化数が減少しているため酸化剤である。

## 主な酸化剤
- 硝酸カリウム
- 次亜塩素酸 - 亜塩素酸 - 塩素酸 - 過塩素酸
- ハロゲン
- 過マンガン酸塩
- 硝酸セリウムアンモニウム
- クロム酸 - 二クロム酸
- 過酸化物
- トレンス試薬

| 酸化剤                                                                | 生成物                                                      |
| --------------------------------------------------------------------- | ----------------------------------------------------------- |
| O2 酸素                                                               | H2O やCO2を含む種々の酸化物                                 |
| O3 オゾン                                                             | ケトン、アルデヒド、H2Oを含む種々の化合物、オゾン酸化を参照 |
| F2 フッ素                                                             | F−                                                          |
| Cl2 塩素                                                              | Cl−                                                         |
| Br2 臭素                                                              | Br−                                                         |
| I2 ヨウ素                                                             | I−, I3−                                                     |
| ClO− 次亜塩素酸塩                                                     | Cl−, H2O                                                    |
| ClO3− 塩素酸塩                                                        | Cl−, H2O                                                    |
| ClO4− 過塩素酸塩                                                      | Cl−, H2O                                                    |
| HNO3 硝酸                                                             | NO 一酸化窒素 NO2 二酸化窒素                                |
| 六価クロム CrO3 酸化クロム(VI) CrO42− クロム酸塩 Cr2O72− 二クロム酸塩 | Cr3+, H2O                                                   |
| MnO4− 過マンガン酸塩 MnO42− マンガン酸塩                              | Mn2+ (酸性条件) 、 MnO2 (塩基性条件)                        |
| H2O2過酸化水素などの過酸化物                                          | 酸化物やH2Oを含む種々の化合物                               |